# Tricliceras
Tricliceras je rod jednogodišnjeg bilja i tajica iz porodice Passifloraceae, potporodica Turneroideae. Petnaest priznatih vrsta rašireno je po Africi i Madagaskaru
Vrste u ovom rodu su:
1. Tricliceras auriculatum (A.Fern. & R.Fern.) R.Fern.
2. Tricliceras bivinianum (Tul.) R.Fern.
3. Tricliceras brevicaule (Urb.) R.Fern.
4. Tricliceras elatum (A.Fern. & R.Fern.) R.Fern.
5. Tricliceras glanduliferum (Klotzsch) R.Fern.
6. Tricliceras hirsutum (A.Fern. & R.Fern.) R.Fern.
7. Tricliceras lanceolatum (A.Fern. & R.Fern.) R.Fern.
8. Tricliceras lobatum (Urb.) R.Fern.
9. Tricliceras longepedunculatum (Mast.) R.Fern.
10. Tricliceras mossambicense (A.Fern. & R.Fern.) R.Fern.
11. Tricliceras pilosum (Willd.) R.Fern.
12. Tricliceras prittwitzii (Urb.) R.Fern.
13. Tricliceras schinzii (Urb.) R.Fern.
14. Tricliceras tanacetifolium (Klotzsch) R.Fern.
15. Tricliceras xylorhizum Verdc.

## Vanjske poveznice
- USDA PLANTS Profile